# Harbour Plaza Hotel Management
Harbour Plaza Hotel Management (кит. трад.: 海逸國際酒店集團) — підприємство з управління готельним господарством у Гонконзі. Перебуває у спільній власності Hutchison Whampoa і Cheung Kong Holdings, і управлятися як частина підрозділу Hutchison Property.
В даний час компанія управляє дев'ятьма готелями в Гонконзі, материковому Китаї і Багамських Островах, в тому числі Harbour Plaza Resort City, Harbour Plaza North Point, Harbour Plaza Metropolis, Kowloon Hotel і двома готелями класу люкс Harbour Grand Hong Kong і Harbour Grand Kowloon в Гонконзі. Іншими готелями є Harbour Plaza Chongqing в материковому Китаї, і Our Lucaya на Багамських Островах.